# Lâm-tỳ-ni
Lâm-tỳ-ni (chữ Hán: 藍毗尼) là phiên âm Hán Việt thông dụng của địa danh Lumbini (Nepali và Sanskrit: लुम्बिनी listenⓘ phát âm tiếng Nepal: [/ˌlʊm.bɪ.ˈniː/], "đẹp đẽ") là một địa điểm hành hương Phật giáo nổi tiếng nằm tại huyện Rupandehi, Tỉnh số 5 của Nepal. Đây là nơi mà truyền thống Phật giáo, Hoàng hậu Maya (Mada) đã sinh ra Tất-đạt-đa Cồ-đàm vào năm 563 trước Công nguyên. Tất-đạt-đa là người đã giác ngộ vào khoảng năm 528 trước Công nguyên suy tôn là Đức Phật hay Phật Thích Ca, được coi là người đã khai sinh ra Phật giáo. Lâm Tỳ Ni cũng là một trong những nơi quan trọng gắn liền với đời sống của Đức Phật, cùng với Kushinagar (nơi Đức Phật nhập Niết Bàn), Bodh Gaya hay còn được nhiều người biết đến với tên Bồ Đề Đạo Tràng (nơi Đức Phật thiền định 1 đêm dưới cây bồ đề và giác ngộ ra giáo lý của Phật pháp) và cuối cùng là Sarnath (nơi đầu tiên mà Đức Phật giảng Pháp).
Lâm Tỳ Ni có một số ngôi chùa cũ bao gồm chùa Maya Devi và nhiều ngôi chùa mới được tài trợ xây dựng bởi các tổ chức Phật giáo khắp nơi trên thế giới đã được hoàn thành hoặc vẫn đang được xây dựng. Nhiều di tích, tu viện Phật giáo, bảo tàng, viện nghiên cứu di tích cũng nằm trong thánh địa Phật giáo này. Ngoài ra còn có Puskarini hay Ao Thánh là nơi hoàng hậu Maya thực hiện nghi thức ngâm mình trước khi sinh Đức Phật và cũng là nơi ngài tắm đầu tiên. 
Một địa điểm đáng chú ý khác là phần còn lại của cung điện Ca Tỳ La Vệ. Năm 1997, Lâm Tỳ Ni đã được UNESCO công nhận là Di sản thế giới.

## Trong thời gian Đức Phật
Vào thời Đức Phật tại thế, Lâm Tỳ Ni là một khu vườn xinh đẹp và đầy màu xanh nằm giữa Ca Tỳ La Vệ và Devadaha ở Nepal. Hoàng hậu Mada đã hạ sinh ra đức Phật tại đây khi đang trên đường trở về nhà cha mẹ để sinh con đầu lòng theo tục lệ truyền thống của Ấn Độ lúc bấy giờ. Các tấm phù điêu tại đây mô tả cảnh Hoàng hậu Mada với tay phải cầm một nhánh của cây Vô Ưu (Asoka), đứa trẻ sinh ra đã đứng thẳng trên những cánh hoa sen,với sự xuất hiện của các chư thiên của nhà trời đến tán thán và rải hoa cúng dường.
Năm 249 TCN, khi vua A-dục vương (Ashoka) đến thăm Lâm Tỳ Ni, nó còn là một ngôi làng phồn thịnh. Vua A Dục đã cho xây dựng bốn ngôi tháp và một cột trụ bằng đá. Cây cột trụ bằng đá được khắc chữ và dịch ra như sau: "ta là vua A Dục, là niềm tin tưởng của chư thiên, trong 20 năm trị vì này, ta đã thực hiện một chuyến thăm của hoàng gia đến nơi đức Phật được sinh ra tại đây… Lâm Tỳ Ni được giảm một phần tám thuế (chỉ)"

## Đền thờ hoàng hậu Maya
Lâm Tỳ Ni đã bị bỏ quên trong nhiều thế kỳ. Năm 1895, Feuhrer, một nhà khảo cổ học nổi tiếng người Đức đã phát hiện các trụ cột lớn tại đây trong khi ông đi đến các vùng đồi thấp của dãy núi Churia. Tiến hành thăm dò và khai quật khu vực xung quanh người ta phát hiện một ngôi đền bằng gạch và đá sa thạch điêu khắc những cảnh sinh thành của đức Phật.
Các giả thuyết được đưa ra rằng ngôi đền của hoàng hậu Maya đã được xây dựng trên nền tảng của một ngôi đền trước lớn hơn nhiều. Về phía nam của ngôi đền này có một cái hồ nổi tiếng thiêng liêng được biết đến như Puskarni. Người ta tin rằng hoàng hậu Maya đã tắm trong hồ này trước khi hạ sinh đức Phật. Vào năm 1996 một phát hiện khảo cổ quan trọng về một hòn đá mà vua A Dục vào năm 249 TCN đã dùng để đánh dấu vị trí nơi sinh của đức Phật vào 2600 năm trước. Nếu đúng vậy phát hiện này sẽ đưa Lâm Tỳ Ni nổi bật hơn trên bản đồ cho hàng triệu người hành hương trên thế giới theo đạo Phật.

## Phát hiện
Những thế kỷ sau đó, Lâm Tỳ Ni thực sự trở thành niềm ao ước và điểm đến của những hành giả và học giả Phật giáo. Hai vị danh tăng Trung Hoa là Pháp Hiển (337-422) và Huyền Trang (602-664) – ít nhiều đã ghi lại những dấu tích về Lâm Tỳ Ni trong các tác phẩm để đời của các Ngài sau những lần chiêm bái quê hương Đức Phật. Và cũng nhờ vào các bộ "ký sự" của hai vị sư này, vào năm 1896 nhà khảo cổ người Nepal đã khai quật và phát hiện "sắc dụ Asoka" (trụ đá A Dục) trên vùng đất có tên "Rummindei" sau gần mười thế kỷ Lâm Tỳ Ni hoang phế, điêu tàn và rơi vào quên lãng, kể từ ngày các thánh địa Phật giáo bị tàn phá, khủng bố dưới bàn tay những kẻ cuồng tín Hồi giáo xâm chiếm Ấn Độ vào cuối thế kỷ thứ 11 đầu thế kỷ thứ 12.

## Ngày nay

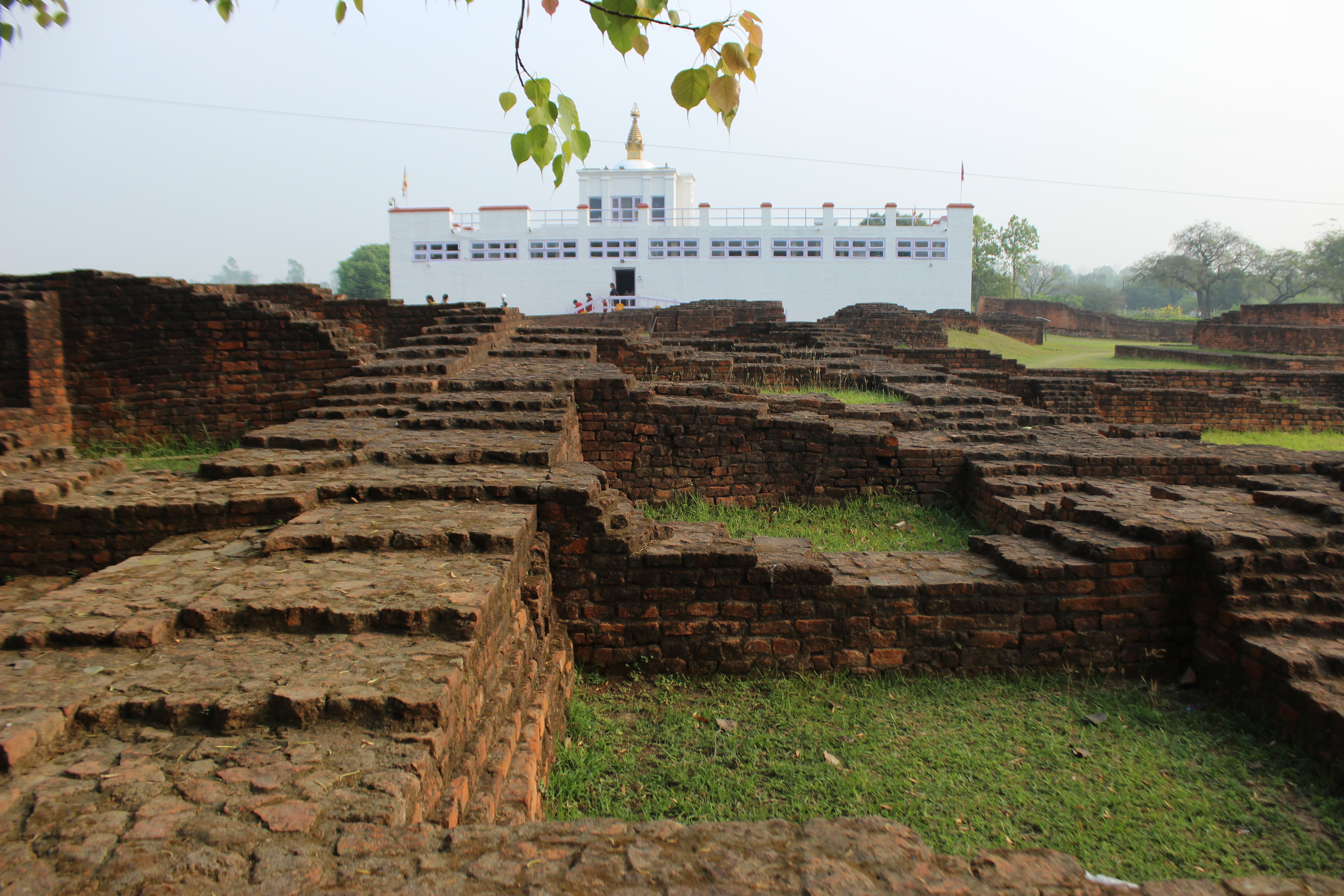
Chùa Maya phía xa và tàn tích của một tu viện cổ ở Lâm Tỳ Ni.

Lâm Tỳ Ni có chiều dài 4,8 km (3 mi) và rộng 1,6 km (1,0 mi). Thánh địa được bao quanh bởi một tu viện lớn, bên trong đó chỉ có các tu viện là có thể được xây dựng, không có cửa hàng, khách sạn hay nhà hàng nào cả. Nó được tách thành một khu vực tu viện phía đông và phía tây, phía đông có các tu viện Thượng tọa bộ, còn phía tây là nơi có các tu viện Đại thừa và Kim cương thừa. Một kênh nước dài ngăn cách khu vực phía tây với đông với một loạt các cây cầu vòm bằng gạch nối hai bên dọc theo con kênh. Kênh nước có các con thuyền đơn giản ở đầu phía bắc, cung cấp các chuyến du lịch trên dòng kênh.
Địa điểm linh thiêng của Lâm Tỳ Ni có tàn tích của các tu viện cổ xưa, một cây bồ đề linh thiêng, một hồ tắm cổ xưa, cột đá Ashoka (A-dục vương) và đền thờ hoàng hậu Maya, nơi sinh ra của Đức Phật. Từ sáng sớm đến tối mịt, khách hành hương từ nhiều quốc gia trên thế giới thực hiện tụng kinh và thiền định tại địa điểm này.
Một tổ chức phi chính phủ có tên tổ chức Samriddhi bắt đầu hoạt động vào năm 2013 trong các lĩnh vực về y tế và giáo dục tại các trường công lập trong khu vực, nơi trẻ em kém may mắn học tập. Một tổ chức phi chính phủ có tên là Tổ chức Hợp tác và Trao đổi châu Á Thái Bình Dương (APECF) được hỗ trợ bởi chủ tịch Đảng Cộng sản Nepal và sau đó là thủ tướng Pushpa Kamal Dahal, chính phủ Trung Quốc và Tổ chức Phát triển Nghề nghiệp Liên Hợp Quốc (UNIDO) đã ký thỏa thuận phát triển Lâm Tỳ Ni trở thành một khu vực phát triển đặc biệt, với số tiền tài trợ trị giá 3 tỷ đôla Mỹ.
Nhật Bản Sơn-Diệu Pháp Tự quyết định xây dựng một ngôi chùa Hòa bình trong công viên vào năm 2001, nơi được nhiều người tới từ các nền văn hóa và tôn giáo khác nhau ghé thăm mỗi ngày. Bởi vì một số người Ấn Độ giáo coi Đức Phật là hóa thân của thần Vishnu nên họ cũng đến đây hành hương trong đêm trăng tròn của tháng Baisakh (tháng 4-tháng 5) để tôn thờ Hoàng hậu Maya. 